# Центробежная муфта

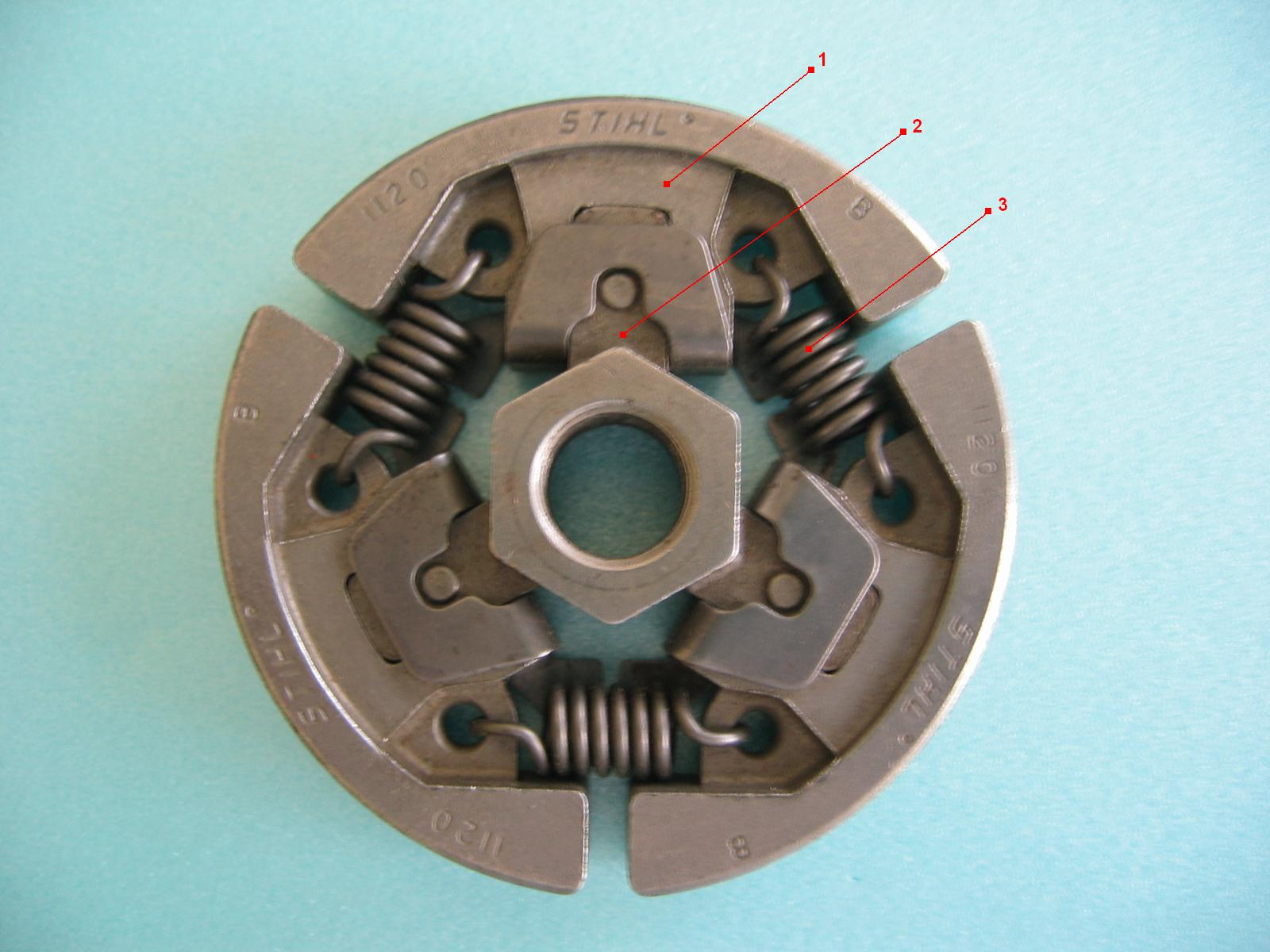
Центробежная муфта, ведущая полумуфта: 1 — грузик; 2 — втулка с направляющими; 3 — пружина

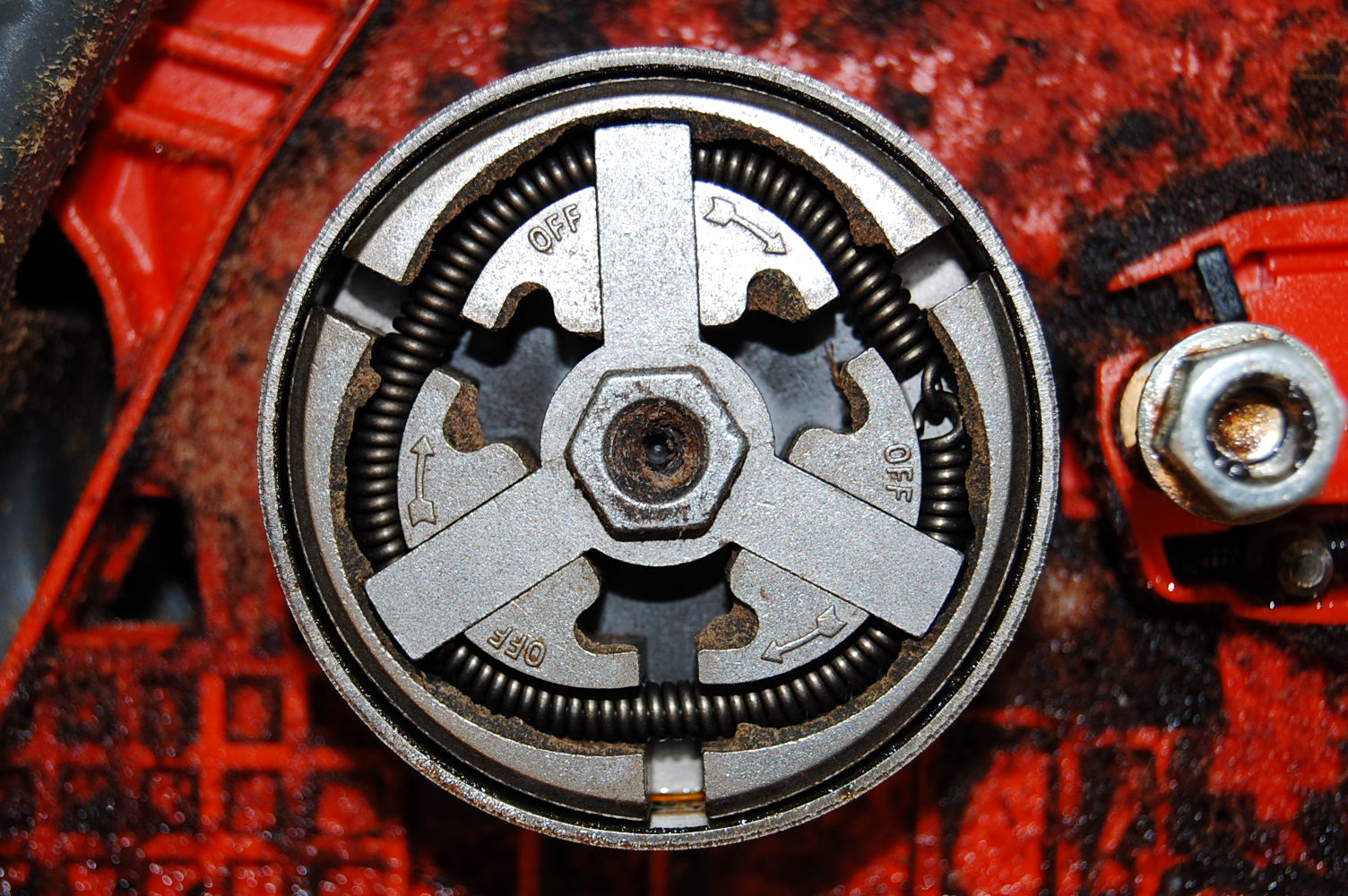
Центробежная муфта цепной бензопилы

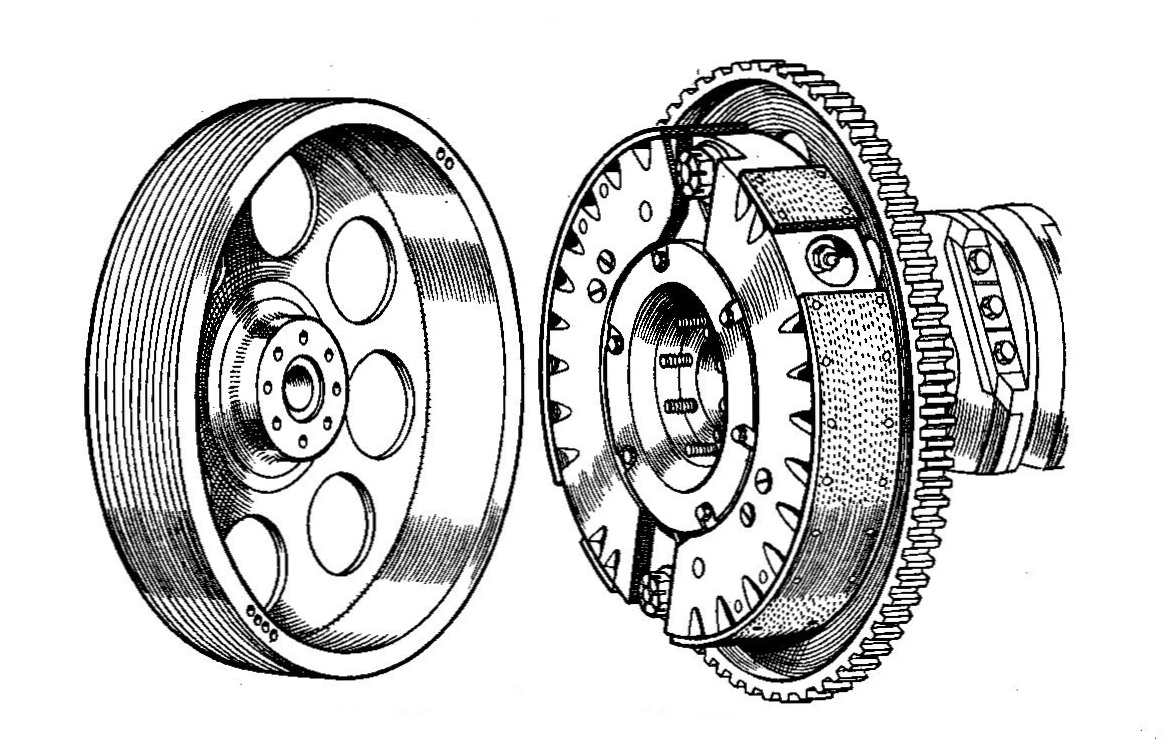
Конструкция центробежной муфты, использованной в автомобилях Талбот (1930-е годы)

Центробежная му́фта — муфта, предназначенная для автоматического сцепления (или расцепления) валов при достижении ведущим валом заданной скорости вращения. Может использоваться как сцепная (цилиндрическая) или предохранительная муфта. В этом случае её в просторечии называют центробежным сцеплением.

## Применение
Центробежные муфты могут использоваться:
- для облегчения управления (сцепление и расцепление муфты происходит автоматически при достижении определённой частоты вращения);
- для разгона механизмов машин, имеющих значительные моменты инерции, двигателями с малыми пусковыми моментами (например, асинхронных с короткозамкнутым ротором);
- для повышения плавности пуска;
- для предотвращения слишком большого разгона (в этом случае муфта должна быть нормально замкнутой, то есть соединять валы при частоте вращения, не превышающей некоторого граничного значения).
- эти муфты способны предохранять двигатель внутреннего сгорания от остановки или резкого снижения оборотов, когда выходной вал резко тормозится.

Однако в некоторых центробежных муфтах используются силы трения, и поэтому в таких муфтах велики потери энергии. Кроме того, такие муфты нежелательно использовать для передачи больших вращающих моментов (из-за возможности проскальзывания).

## Принцип действия и расчёт

Расчётная схема центробежной муфты

При расчётах центробежных муфт исходят из условия, что при заданной номинальной частоте вращения муфта должна передавать расчётный крутящий момент, причём включение должно начинаться с некоторой частоты вращения, до достижения которой передаваемый муфтой момент равен нулю.
Ведущей частью в этих муфтах является ступица с колодками, которые перемещаются радиально. Ведомой частью является барабан, к ободу которого колодки прижимаются центробежными силами R. Кроме конструкций центробежных муфт с радиальными колодками, могут использоваться муфты с поворотными колодками.
Обычно колодки удерживаются пружинами при условии:
{\displaystyle n_{1}=(0,7...0,8)n,}
где n — расчётная частота вращения, необходимая для включения муфты.
В случае, когда колодки не удерживаются пружинами, то есть перемещаются свободно, условием включения муфты является:
{\displaystyle \omega \geq {\sqrt {\frac {2M_{p}g}{zDfrG}}},}
где Mp — расчётный крутящий момент;
g — ускорение свободного падения;
z — количество колодок;
D — рабочий диаметр муфты;
f — коэффициент трения;
r — расстояние от оси вала до центра тяжести колодки;
G — вес колодки (сила тяжести, действующая на неё).